# Samtgemeinde Lachendorf
De Samtgemeinde Lachendorf is een Samtgemeinde in de Duitse deelstaat Nedersaksen. De gemeente behoort bestuurlijk tot de Landkreis Celle. 
De hoofdplaats van de Samtgemeinde is Lachendorf.

## Deelnemende gemeenten
De Samtgemeinde Lachendorf bestaat sedert de gemeentelijke herindelingen per 1 januari 1973 uit de volgende vijf gemeenten:
- Ahnsbeck (1.619)
- Beedenbostel (1.015)
- Eldingen (1.996)
- Hohne (1.685)
- Lachendorf (6.471)

Totale bevolking: 12.786 personen.
Bevolkingscijfers (tussen haakjes vermeld) ontleend aan de website van de gemeente. Peildatum 31 december 2019.

## Ligging, verkeer
De gemeente ligt ten zuiden van de Lüneburger Heide en ten oosten van de stad Celle. Het dorp Lachendorf ligt circa 12 km ten oosten van Celle.
Grote hoofdwegen zijn in de gemeente niet aanwezig.  Ten noordwesten van de gemeente loopt de Bundesstraße 191 Celle-Uelzen (afstand Eldingen- Eschede aan deze weg: 10 km).  En ten zuidwesten van de gemeente loopt de Bundesstraße 214 Celle- Braunschweig. Autobahnen zijn binnen een straal van 30 kilometer rondom Lachendorf niet te vinden.
Openbaar vervoer in de gemeente is beperkt tot een lijnbus Celle-Lachendorf v.v. die iedere twee uur rijdt; de bus rijdt niet na circa 19.30 in de avond, op zaterdag slechts 5 maal per dag en op zondagmiddag 3 keer. Te Lachendorf kan men dan nog op buslijnen naar Hohne of Eldingen v.v. overstappen, met een nog iets lagere frequentie. Overig busvervoer is beperkt tot weinig frequent rijdende buurt- en schoolbussen.
Door de gemeente loopt sedert 1904 een spoorlijntje (Celle-Wittingen v.v.), maar dit wordt sedert 1976 alleen nog voor goederenvervoer gebruikt.
De waterwegen in de gemeente zijn alle beken en riviertjes, die -als dit om redenen van natuurbescherming niet verboden is- alleen door kano's bevaren mogen worden. Het belangrijkste riviertje is de Lachte, een zijriviertje van de Aller.

## Economie, geschiedenis, bezienswaardigheden
De belangrijkste onderneming in de gehele Samtgemeinde is de te Lachendorf gevestigde papierfabriek. Voor het overige bestaat de gemeente voornamelijk van landbouw, veeteelt en toerisme.  De gemeente is rijk aan natuurschoon, zowel bos als oeverlandschappen, veengebieden en wetlands. Zie verder de artikelen over de afzonderlijke deelgemeentes.

## Partnergemeente
De gemeente Lachendorf heeft een jumelage met de stad Bricquebec (Normandië, Frankrijk).